# ابتكار اجتماعي
تُعرف الابتكارات الاجتماعية (بالإنجليزية: Social innovations)‏ بأنها ممارسات اجتماعية جديدة تهدف إلى تلبية الاحتياجات الاجتماعية بطريقة أفضل من الحلول الموجودة، على سبيل المثال مثل تلك الناتجة عن ظروف العمل أو التعليم أو تنمية المجتمع أو الصحة. وتُنشا هذه الأفكار بهدف توسيع وتعزيز المجتمع المدني. ويتضمن الابتكار الاجتماعي العمليات الاجتماعية للابتكار، مثل أساليب وتقنيات المصادر المفتوحة وأيضًا الابتكارات التي لها غرض اجتماعي - مثل النشاط أو التطوع عبر الإنترنت أو الائتمان الأصغر أو التعلم عن بعد. هناك العديد من التعريفات للابتكار الاجتماعي، ومع ذلك، فهي تتضمن عادةً المعايير العامة حول الأهداف الاجتماعية، والتفاعل الاجتماعي بين الجهات الفاعلة أو تنوع الممثلين والنواتج الاجتماعية والابتكار (ينبغي أن يكون الابتكار «جديداً على الأقل» للمستفيدين الذين يستهدفهم، ولكن ليس من الضروري أن تكون جديدًا في العالم). تشمل التعريفات المتنوعه مجموعات مختلفة وعدداً مختلفًا من هذه المعايير (على سبيل المثال، يستخدم الاتحاد الأوروبي تعريفًا يشدد على الأهداف الاجتماعية وتفاعل الجهات الفاعلة). لا يقدم الابتكار الاجتماعي التحويلي مقاربات جديدة للمشاكل المستعصية على ما يبدو، ولكنه ناجح في تغيير المؤسسات الاجتماعية التي خلقت المشكلة في المقام الأول.
من أبرز المبتكرين المرتبطين بهذا المصطلح هم، الباكستاني أختر حميد خان، والبنغالي محمد يونس، مؤسس بنك غرامين الذي ابتكر مفهوم القروض الصغيرة لدعم الابتكارات في العديد من البلدان النامية مثل آسيا وأفريقيا وأمريكا اللاتينية، وبرامج مستوحاة أخرى.

## التركيز والتطبيق
الابتكار الاجتماعي لديه نهج مشترك بين القطاعات وهو قابل للتطبيق عالمياً. حيثً إنهُ يتم إطلاق الابتكارات الاجتماعية بواسطة مجموعة متنوعة من الجهات الفاعلة، بما في ذلك مؤسسات البحث والشركات والمؤسسات المستقلة، والتي تميل إلى استخدام تعاريفها الخاصة بالابتكار الاجتماعي. لذلك، يجدر مناقشة ما يميزها عن أشكال العمل الاجتماعي أو الابتكارات الأخرى.
حيث يركز الابتكار الاجتماعي على عملية الابتكار، وكيف يتشكل الابتكار والتغيير (على عكس التعريف التقليدي للابتكار، مع إعطاء الأولوية للتنظيم الداخلي للشركات وإنتاجيتها). وهو يركز أيضًا على العمل الجديد والأشكال الجديدة للتعاون (نماذج الأعمال)، خاصةً تلك التي تعمل من أجل تحقيق مجتمع مستدام.
ومن أجل التمييز بين الابتكار الاجتماعي والتجاري، شددت مؤسسة ذا يونغ على أن الابتكار الاجتماعي يتم تطويره وانتشاره عبر المنظمات، التي لا يتركز محتواها الرئيسي على مجرد تعظيم الربح. ومن جانبٌ آخر، قام مكتب مستشاري السياسة الأوروبية بتعريف الابتكار الاجتماعي بشكل أكثر دقة على أنه موجه اجتماعيًا من كلا الطرفين والوسائل. وفقًا لهذه التعريفات المؤثرة، يتميز الابتكار الاجتماعي بما يلي: القدرة على تلبية الاحتياجات الاجتماعية التي تبدو السياسة التقليدية غير قادرة بشكل متزايد على معالجتها؛ تمكين الجماعات والأفراد؛ والرغبة في تغيير العلاقات الاجتماعية. وبالتالي، يتم تقديم الابتكار الاجتماعي في كثير من الأحيان كوسيلة لزيادة جودة الخدمات الاجتماعية وفعاليتها من حيث التكلفة، وتقديم ما يعادلها، إن لم تكن متفوقة، على الرغم من القيود الكبيرة في الميزانية.
حيث يمكن أن يحدث الابتكار الاجتماعي داخل الحكومة أو القطاع الربحي أو القطاع غير الربحي (المعروف أيضًا باسم القطاع الثالث)، أو فيما بينهما. وتستفيد مؤسسات التعليم العالي من قوة البحث لدعم هذا الهدف. ركزت البحوث على أنواع المنصات اللازمة لتسهيل هذا الابتكار الاجتماعي التعاوني عبر القطاعات. حيث تشير الدراسات التاريخية إلى أن تحويل أي نظام قد يستغرق سنوات عديدة، ولا يتطلب فقط القدرة على إقامة شراكات متعددة، بل يتطلب أيضًا إشراك المؤسسات السياسية والقانونية والاقتصادية.
ريادة الأعمال الاجتماعية، مثل المؤسسات الاجتماعية، عادةً ما تكون في القطاع الغير ربحي بإستثناء المؤسسات الربحية والمؤسسات العامة. تعد كل من المشاريع الاجتماعية والمشاريع الاجتماعية مساهمات مهمة في الابتكار الاجتماعي من خلال خلق قيمة اجتماعية وإدخال طرق جديدة لتحقيق الأهداف. وتجلب روح المبادرة الاجتماعية «أنماطًا وإمكانيات جديدة للابتكار» ومستعدة لفعل أشياء لا ترغب المنظمات الموجودة فعلها.
فغالباً ما يكون الابتكار الاجتماعي بمثابة جهد للإبداع العقلي الذي يتضمن الطلاقة والمرونة من مجموعة واسعة من التخصصات. ويرتبط فعل الابتكار الاجتماعي في قطاع ما بتخصصات متنوعة داخل المجتمع. وتؤكد نظرية الابتكار الاجتماعي «الاختلاف المترابط» على ثلاثة أبعاد أساسية للابتكار الاجتماعي. أولاً، عادة ما تكون الابتكارات عبارة عن مجموعات جديدة أو هجينة للعناصر الموجودة، وليست جديدة تمامًا. ثانياً، تنطوي ممارستها على تجاوز الحدود التنظيمية أو التأديبية. أخيرًا، يتركون وراءهم علاقات جديدة مقنعه بين أفراد وجماعات منفصله سابقًا. ويكتسب الابتكار الاجتماعي أيضا رؤية داخل الأوساط الأكاديمية.
منذ عام 2014، تم تعريف مجال فرعي من الابتكار الاجتماعي فيما يتعلق بإدخال التقنيات الرقمية. يُطلق على المجال الفرعي «الابتكار الاجتماعي الرقمي» ويشير إلى «نوع من الابتكار الاجتماعي والتعاوني الذي يتعاون فيه المبتكرون والمستخدمون والمجتمعات باستخدام التقنيات الرقمية للمشاركة في خلق المعرفة والحلول لمجموعة واسعة من الاحتياجات الاجتماعية وعلى نطاق وسرعة لم يكن من الممكن تصورها قبل ظهور الإنترنت».

## التاريخ
نوقش الابتكار الاجتماعي في كتابات شخصيات مثل بيتر دراكر ومايكل يونغ (مؤسس الجامعة المفتوحة وعشرات المنظمات الأخرى) في الستينيات. كما ظهر في أعمال الكتاب الفرنسيين في السبعينيات، مثل بيير روسانفالون، وجاك فورنييه، وجاك أتالي. ومع ذلك، كانت المواضيع والمفاهيم في الابتكار الاجتماعي موجودة قبل فترة طويلة. تحدث بنجامين فرانكلين، على سبيل المثال، عن تعديلات صغيرة داخل التنظيم الاجتماعي للمجتمعات والتي يمكن أن تساعد في حل المشاكل اليومية. قام العديد من الإصلاحيين المتطرفين في القرن التاسع عشر، مثل روبرت أوين، مؤسس الحركة التعاونية، بتشجيع الابتكار في المجال الاجتماعي، وركز جميع علماء الاجتماع الكبار، بمن فيهم كارل ماركس وماكس ويبر وإميل دوركايم، على عمليات التغيير الاجتماعي الأوسع نطاقًا. في السنوات الأخيرة، أعاد علماء الاجتماع اكتشاف عمل غابرييل تاردي حول مفهوم التقليد من أجل فهم الابتكار الاجتماعي وعلاقته بالتغيير الاجتماعي بشكل أفضل. أصبحت نظريات الابتكار الأخرى بارزة في القرن العشرين، وكان للعديد منها آثار اجتماعية، دون وضع التقدم الاجتماعي في قلب النظرية. جوزيف شومبيتر، على سبيل المثال، تناول عملية الابتكار مباشرة مع نظريته في التدمير الخلاق وتعريفه لأصحاب المشاريع كأشخاص يجمعون بين العناصر الموجودة بطرق جديدة لإنشاء منتج أو خدمة جديدة. ابتداءً من الثمانينيات، تناول كتاب التغيير التكنولوجي بشكل متزايد كيف تؤثر العوامل الاجتماعية على نشر التكنولوجيا.
يذكر المقال «إعادة اكتشاف الابتكار الاجتماعي» كيف تعتمد الابتكارات الاجتماعية على التاريخ والتغيير في المؤسسات. كما ان هذا المقال يناقش عشرة ابتكارات اجتماعية حديثة تعكس التغيير الحالي وتشمل:
- المدارس النموذجيه: تعد المدارس النموذجيه ابتكارًا اجتماعيًا يوفر وسيلة بديلة للطلاب لمواصلة تطوير مؤسساتهم التعليمية والبناء عليها دون العديد من القضايا البارزة في نظام المدارس العامة. يتم تمويل هذه المدارس الابتدائية والثانوية بشكل عام وتعمل بشكل مستقل، مما يسمح للمعلمين وأولياء الأمور بتطوير أساليب تدريس بديلة لطلابهم بشكل تعاوني لأن اللوائح ذات الصلة أقل صرامة بالنسبة للمدارس المستقلة.[14][20]
- التخطيط المتمركز حول المجتمع: يسمح هذا الابتكار الاجتماعي للمجتمعات بتخطيط وتطوير أنظمة تلبي احتياجاتهم المحلية المحددة من خلال استخدام معارفهم التاريخية وغيرها من الموارد المحلية.[14]
- تجارة الانبعاثات: تم تصميم برنامج تجارة الانبعاثات لمعالجة القضايا المرتبطة بالزيادة المستمرة في التلوث. حيث يوفر البرنامج حلولًا مثل وضع حد أقصى للمبلغ الذي يمكن أن تنبعث منه بعض الملوثات، وتطبيق نظام ترخيص للتحكم في مقدار التلوث الناتج عن كل نشاط تجاري مشارك. فإذا كانت الشركة تحتاج إلى استخدام تلوث أكثر مما هو مسموح به، فيمكنها شراء أرصدة من شركة لم تصدر الحد الأقصى المسموح به. والهدف من برنامج تجارة الانبعاثات هو أنه مع مرور الوقت ومع زيادة الوعي، فإن المجتمع سوف يحد من أنواع وأعداد الملوثات المنبعثة إلى ما هو ضروري فقط.[14]
- التجارة العادلة: يتم حالياً تداول المنتجات بما في ذلك القهوة والسكر والشوكولاتة دون معايير عالية تؤدي إلى ظروف صعبة للمزارعين وبيئة أقل استدامة. التجارة العادلة هي حركة تصادق التجار على التبادل مع المزارعين الذين ينتجون هذه المنتجات. والفكرة من وراء هذه الحركة هي أنه من خلال الحصول على أجر معيشي، والقدرة على تلبية المعايير الاجتماعية والبيئية وتعزيز "الاستدامة البيئية، ليتم تحسين حياة هؤلاء المزارعين.[14]
- خطط المحافظة على الموائل: خطط الحفاظ على الموائل هي محاولة من قبل مصلحة الأسماك والحياة البرية بالولايات المتحدة ووكالة حماية البيئة لحماية الأنواع وتعريضها للخطر من خلال توفير حوافز اقتصادية للحفاظ على موائلها وحماية هذه الأنواع من الخطر.[14]
- حسابات التنمية الفردية: يرتكز هذا الابتكار الاجتماعي على دعم الفقراء العاملين بقرارات الادخار التي اتخذوها لتحسين حياتهم بشكل أفضل. ستمنح هذه المبادرة دولارين لكل دولار يتم توفيره بواسطة الفقراء العاملين من أجل التعليم الجامعي، وشراء منزل، وبدء عمل تجاري، ومبادرات أخرى مماثلة ومثمرة. وقد أصبح ذلك ممكناً بفضل رعاة الأعمال الخيرية والحكومية والشركات الذين يتبرعون لهذا الغرض.[14]
- معايير العمل الدولية: تختلف معايير العمل من بلد إلى آخر، وبعضها أفضل بشكل مقبول من غيرها. في محاولة لمواءمتها دولياً، ساهمت منظمة العمل الدولية والحكومات المشاركة والموظفون في تطوير معايير تحمي حقوق العمال في الحرية والمساواة والأمن والكرامة الإنسانية ".[14]
- التمويل الأصغر: يتم إنشاء هذا الابتكار الاجتماعي لدعم أولئك الغير قادرين ماليًا على الوصول إلى الخدمات المالية مثل الخدمات المصرفية والإقراض والتأمين. والهدف النهائي للتمويل الأصغر هو تمكين الهروب من الفقر عن طريق المساعدة في تحسين الظروف المعيشية والقدرة المالية على البقاء بين المشاركين الفقراء في البرنامج.[14]
- الاستثمار المسؤول اجتماعيا: «إستراتيجية استثمار تحاول تحقيق أقصى قدر من العائدات المالية والاجتماعية. حيث يفضل المستثمرون عمومًا الشركات والمؤسسات الأخرى التي تدعم ممارساتها الاستدامة البيئية وحقوق الإنسان وحماية المستهلك.»[14]
- التوظيف المدعوم: العمل المدعوم هو ابتكار اجتماعي موجه نحو مساعدة العمال المعوقين أو المحرومين الذين لا يعملون بسبب ظروفهم في الحصول على عمل مناسب. كما توفر خدمة الدعم الوظيفي إمكانية الوصول إلى مدربي العمل، والنقل، والتكنولوجيا المساعدة، والتدريب المهني المتخصص، والإشراف الفردي المصمم في جهد لمساعدة المشاركين في البرنامج على أن يصبحوا متقدمين أكثر تنافسية وأكثر استعدادًا بشكل عام لسوق العمل.[14]

## النقد
على مدار العقدين الماضيين، اكتسب الابتكار الاجتماعي شعبية كبيرة كإستراتيجية لمعالجة المخاطر الاجتماعية الجديدة بما في ذلك شيخوخة السكان وعلاقتها بالصحة. ومع ذلك، نظرًا لأن المفاهيم الأخرى التي تم تطويرها مؤخرًا داخل النقاش الأكاديمي - من بينها رأس المال الاجتماعي - قد يتحول الابتكار الاجتماعي قريبًا إلى مجرد وسيلة أخرى لإدخال مصطلح «اجتماعي» إلى المصطلحات الخاصة بالقطاع الخاص، من أجل تجنب المناقشات المحتدمة حول عدم المساواة الهيكلية.
وفي سياق «التقشف النيوليبرالي»، قد تؤدي الدعوة القوية لصالح الابتكار الاجتماعي إلى إخفاء محاولة تحويل انتباه الجمهور من أوجه القصور الهيكلية والتفاوتات إلى مسؤولية فردية وجماعية، وتتبع الرؤية: «القيام بالمزيد بأقل». من أجل ضمان التغطية الشاملة والحقوق الاجتماعية العالمية، ومع ذلك، لا يمكن إدارة نظام دولة الرفاه من خلال منطق فعالية التكلفة وحده. التغطية الشاملة هي الشرط المسبق لأي اقتصاد يعمل بشكل جيد، وليس العكس. وعلى هذا النحو، يمكن أن يكون تعزيز «السياسات ذات الدوافع السياسية تحت ذريعة التخفيضات في الميزانية» خطيرًا بشكل خاص في عواقبه على صحة السكان. قد لا يكون الابتكار الاجتماعي بحد ذاته قادراً على معالجة الاحتياجات الاجتماعية الملحة. بدلاً من ذلك، قد تتخفي المصطلحات المبتكرة والمتمكنة ذاتيًا والموجودة حاليًا في رواج عدم اهتمام خطير بالتفاوتات الهيكلية، مما يؤثر سلبًا على النتائج الصحية في جميع المجالات، ولكن بشكل خاص على أفقر الناس. من بين العلاجات التي تحددها الأرثوذكسية الليبرالية الجديدة - التحرير، وإلغاء القيود، والانتقال، أو التمكين الفردي أو الجماعي - قد يكشف الابتكار الاجتماعي عن نفسه على أنه كلمة طنانة مريحة، وهو مفهوم انتقائي لتهميش الخيارات السياسية، ويشرعها مبدأ قيود الميزانية. إن إعادة توزيع الموارد «من الماضي إلى الأجيال الحالية» - الحفاظ على استمرار الإنفاق العام الكلي - والتحول من دولة الرفاهية «القائمة على النقل» إلى «الخدمة المستندة إلى الخدمة» سيمثل نهجا مبتكراً حقاً للسياسة الاجتماعية، وتقديم بديل موثوق ومسؤول للعصا السحرية للابتكار الاجتماعي.

## التطورات منذ عام 2000
تتميز الأبحاث الأكاديمية ومدونة الأسرة المغربية والمواقع الإلكترونية بالابتكار الاجتماعي، إلى جانب المنظمات التي تعمل على حدود البحث والعمل العملي. وتشمل المواضيع التاليه:
- كان الابتكار في الخدمات العامة رائدا خاصة في بعض الدول الاسكندنافية والآسيوية. وتدرك الحكومات بشكل متزايد أن الابتكار يتطلب الرعاية الصحية والتعليم والديمقراطية.[22][23]
- ريادة الأعمال الاجتماعية، وهي ممارسة لإنشاء منظمات جديدة تركز على الأنشطة غير السوقية.[24]
- البحوث والابتكارات المسؤولة، والذي يأخذ في الاعتبار الآثار والآثار المحتملة على البيئة والمجتمع. ويشمل إشراك جميع الجهات الفاعلة في المجتمع (الباحثون، والصناعة، وواضعو السياسات والمجتمع المدني)؛ والمساواة بين الجنسين وتعليم العلوم؛ والوصول المفتوح؛ وعلم الأخلاق؛ والحكم.
- التطوع عبر الإنترنت، خدمة مجانية تم إطلاقها في عام 2000 حيث يساهم الأفراد من جميع أنحاء العالم في تلبية احتياجات منظمات التنمية والمؤسسات العامة.[25]
- ابتكار مصدر مفتوح، حيث تتاح بحرية الملكية الفكرية المشاركة في منتج أو خدمة.[26]
- أنظمة التكيف المعقدة، التي لديها آليات مدمجة لمساعدتهم على التكيف مع الظروف المتغيرة.[27]
- النهج التعاوني الذي يشمل أصحاب المصلحة الذين لا يتحملون مسؤولية مباشرة عن بعض الأنشطة، مثل المساهمين والنقابات الذين يتعاونون في قضية الأعمال والتعاون التجاري مع الحكومة بشأن القضايا التنظيمية.[9][28][29]
- نشر الابتكار[30]
- التأثيرات المحلية التي تجعل بعض المواقع مبتكرة بشكل خاص.[31]
- روح المبادرة المؤسسية أو النظامية التي تركز على الوكلاء الذين يعملون على مستوى نظام واسع من أجل تهيئة الظروف التي تتيح للابتكارات أن يكون لها تأثير دائم.[32]
- الأعمال، وخاصة في الخدمات.[33]

### الدعم المؤسسي
أنشأت الولايات المتحدة مكتبًا للابتكار الاجتماعي في البيت الأبيض، والذي يمول مشاريع تجمع بين الموارد العامة والخاصة. مع المؤسسات التي تدعم الابتكار الاجتماعي. في عام 2010، وأدرجت الحكومة الأمريكية 11 استثمارًا من «صندوق الابتكار الاجتماعي»، بتمويل عام أكثر من المنظمات الخيرية. ويركز هذا الصندوق على الشراكات مع الجمعيات الخيرية والمؤسسات الاجتماعية وقطاع الأعمال. وعلاوة على ذلك، تدعم المؤسسات التعليمية الآن بشكل متزايد التدريس والبحث في مجال الابتكار الاجتماعي. بالإضافة إلى الجهود الرائدة التي بذلتها مؤسسات مثل مبادرة كلية هارفارد للأعمال حول المشاريع الاجتماعية (التي تم إطلاقها في عام 1993) والمركز السعيد للأعمال في سكول لريادة الأعمال الاجتماعية (تم إطلاقه عام 2003)، تقدم انسياد (بالإنجليزية: INSEAD)‏ وغيرها من الجامعات الآن برامج قصيرة الأجل في مجال الابتكار الاجتماعي دورات ماجستير مخصصة بالكامل لدراسة النظرية والتطبيق في علاقة الريادة الاجتماعية والابتكار. يتمثل هدف مركز كامبريدج للابتكار الاجتماعي في بناء أفضل الممارسات في قطاع الأعمال والمجتمع المدني والسياسة والأوساط الأكاديمية من أجل عالم أكثر إنصافًا وشمولية واستدامة.
يدعم صانعو السياسة العامة الابتكار الاجتماعي في المملكة المتحدة وأستراليا والصين والدنمارك أيضًا. كانت إستراتيجية الابتكار للاتحاد الأوروبي أول إستراتيجية للبحث والتطوير تمول جيدًا للتأكيد على الابتكار الاجتماعي.
في عام 2002، تبنت حكومة جنوب أستراليا، بقيادة رئيس الوزراء ووزير الإدماج الاجتماعي مايك ران، إستراتيجية ابتكار اجتماعي مدتها عشر سنوات من خلال استثمارات كبيرة والتركيز على الإصلاح في مجالات مثل التشرد والاحتفاظ بالمدارس والصحة العقلية وخدمات الإعاقة.
تم تأسيس مبادرة "Common Ground" ومبادرة "Street to Home" والمركز الأسترالي للابتكار الاجتماعي في أديليد، وتم اعتماد العديد من الإصلاحات التي تمت تجربتها في جنوب أستراليا على المستوى الوطني في جميع أنحاء أستراليا. هذه المبادرة، التي يرأسها المونسنيور ديفيد كابو، مفوضة الإدماج الاجتماعي في جنوب أستراليا، تم تقديم المشورة لها من قبل «المفكرين في الإقامة» جيف مولغان ورجل الأعمال الاجتماعي في نيويورك روزان هاجرتي.

## الدور في كبح الفساد
تجادلاً لين وتشن، في «تأثير الابتكار الاجتماعي : أي النهج القائم على الحالات»، بأن هدف الابتكار الاجتماعي هو إنتاج أعمال «ذات قيمة اجتماعية وجيدة بالنسبة للكثيرين».
ففي الحوكمة، فأن دورها الرئيسي يتمثل في تعزيز وتعظيم ثقة المواطنين من خلال المشاركة الفعالة في المجتمع، سواء في المجال العام أو الخاص. ويتم تنفيذ دور الابتكار الاجتماعي في كبح الفساد من خلال وسيلتين رئيسيتين. أولها، أن يتم إضفاء الطابع المؤسسي عليه من خلال الجهات الفاعلة (في القطاعين العام والخاص)، وثانيها، أن يتم تنفيذه بالأدوات الجديدة المتاحة، خاصة تكنولوجيا المعلومات والاتصالات.

## التنمية المحلية والإقليمية
تشمل الأدبيات المتعلقة بالابتكار الاجتماعي فيما يتعلق بالتنمية الإقليمية والابتكار في الاقتصاد الاجتماعي، الذي يعني الإستراتيجيات لتلبية الاحتياجات الإنسانية؛ والابتكار بمعنى تحويل أو الحفاظ على العلاقات الاجتماعية، وخاصة علاقات الحكم على المستوى الإقليمي والمحلي. ففي أواخر الثمانينات، بحث جان لويس لافيل وفرانك مولارت عن الابتكار الاجتماعي. ففي كندا بدأت أزمات هذا النوع من الأبحاث. وهناك مشروع آخر أكبر كان SINGOCOM وهو مشروع إطار عمل المفوضية الأوروبية 5، والذي كان رائدًا في ما يسمى «النماذج البديلة للابتكار المحلي» (ALMOLIN). وتم تطوير هذه النماذج بشكل أكبر من خلال الإجراءات المجتمعية التي تغطيها KATARSIS و POLIS SOCIAL. وتركز الأعمال الحديثة على الدور الاجتماعي للحياة الاقتصادية من حيث الابتكارات في الممارسات الاجتماعية والعلاقات الاجتماعية على الصعيدين المحلي والإقليمي. وبالتالي، يُنظر إلى الابتكار الاجتماعي بشكل متزايد على أنه عملية وإستراتيجية لتعزيز التنمية البشرية من خلال التضامن والتعاون والتنوع الثقافي.
وصُممَ برنامج URBACT الممول من الاتحاد الأوروبي لمساعدة المدن على التبادل والتعلم حول السياسات الحضرية. ويمكن اعتبار منهجية البرنامج كنهج تخطيط عمل الابتكار الاجتماعي. وسيكون لشبكة URBACT النموذجية عشر مدن تعمل على موضوع محدد مثل الاندماج النشط أو تجديد الأحياء المحرومة والتي من خلالها يفحصون الممارسة الجيدة ومن ثم العمل من خلال مجموعة دعم محلية يستخدمون النتائج لإبلاغ عن خطة عملهم المحلية.
وأُنشئت مبادرة الابتكار الاجتماعي في أوروبا، التي تمولها الإدارة العامة للمشاريع والصناعة التابعة للمفوضية الأوروبية، لرسم خريطة للابتكار الاجتماعي على المستوى الأوروبي، من خلال إنشاء دليل لأمثلة على مستوى القاعدة الشعبية للابتكار الاجتماعي من مختلف الدول المشاركة والتي بلغ عددها 27 دولة.
قامت المفوضية الأوروبية بتمويل دراسة SELUSI بين عامي 2008 و2013 والتي نظرت في أكثر من 550 مشروعًا اجتماعيًا ودرست كيف يمكن لهذه الأفكار أن تثير التغيير والابتكار على نطاق أوسع بكثير. ونظرت في نماذج الأعمال للمشروعات الاجتماعية في خمسة بلدان وكانت المملكة المتحدة هي واحدة منها - وتم تحديد الممارسات المحددة التي تطورت من قبل المشاريع الاجتماعية الناجحة بشكل خاص، وكيف ومِن مَن - سواء كانت مؤسسة اجتماعية أو هيئة القطاع العام أو الأعمال التجارية الرئيسية - التي يمكن أن تكون أكثر فاعلية.
```
ومن جانب آخر، أطلقت المفوضية الأوروبية في عام 2013 مبادرة جديدة (مشروع-project) في إطار تمويل FP7، بهدف بناء شبكة من حاضنات الابتكار الاجتماعي عبر المناطق والبلدان. حيث تسهل هذه الشبكة بتحديد 300 مثال على الابتكار الاجتماعي وتسهل عملية التوسع. ويتم تنظيم الشبكة بطريقة لتحديد النماذج الجديدة لتوسيع نطاق الابتكارات الاجتماعية عبر المجموعات الجغرافية المختلفة بالتعاون مع بعضها البعض، وتواصل الأفكار، وإيجاد الأدوات والأموال، ووضع خطط ونماذج الأعمال من أجل تعزيز الأفكار الجديدة الواعدة في جميع أنحاء أوروبا.
```

- يوجد أيضًا دليل يوفر طريقة لتعزيز الابتكارات الاجتماعية على المستوى المحلي أو الإقليمي.[50]

## علماء بارزين
- أختر حميد خان
- فرانك مولارت
- جيوف مولجان
- تيد لندن
- يورغن هوالت
- فرانسيس ويستلي
- ناتالي سلافنسكي
- بول تراسي
- نيل ستوت